# Bakanal
Bakanal es un grupo de música español procedente de Benisanó, Valencia. Practican un estilo musical que fusiona el metal más duro con la música electrónica, el rap o el dub. La temática de sus canciones gira alrededor de cuestiones como el ecologismo, los problemas sociales o la lucha de clases, con un matiz de humor sarcástico.
Una de sus principales características es el escaso soporte por parte de las instituciones culturales debido principalmente a su hacer apolítico y a la fuerte crítica dirigida a revisar los valores personales de la humanidad actual. Rozando lo "antisistema", se les podría considerar una de las formaciones que, con más de una década de trabajo a sus espaldas, constituye una alternativa seria en el escaparate musical de la mitad oriental de España.

## Historia
Nace el año 1996 tras la desmembración del grupo Kuervos Ky2. En sus inicios rubricó muchos cambios en la formación sufriendo varios replanteamientos hasta consolidar la formación actual. Con un repertorio íntegramente en valenciano, editan el primer disco en diciembre del año 2006 con el nombre Tot per l’aire (Útero produccions, Comú, Produktiones Kostrosas). Para la presentación del disco organizan un gran festival titulado "Tots per l'aire" realizado el 24 de mayo de 2007 en el que actúan 10 grupos y 3 Djs de la escena valenciana con un gran éxito de público. En el 2007 pasan a formar parte del Tourbolet, una asociación de bandas de la Comunidad Valenciana, que reúne los grupos de música cantada en catalán con atmósfera hardcore, más representativos de la alternativa musical de su zona. En el año 2008 recibe el premio Muixeranga otorgado por L'Avanç en el marco de los premios Ovidi Montllor de la música en valenciano al mejor disco 2007: Tot per l'aire. Este mismo año reciben en el Concurso CIJ d'Alcàsser el premio a la mejor canción en valenciano: Una altra perspectiva incluida en este mismo disco. 
El 27 de diciembre del 2017, tras un largo periodo de inactividad, la formación se reúne de nuevo para actuar en el concierto de despedida del sello discográfico Mésdemil, en la sala 16 Toneladas de Valencia.

## Discografía
- Tot per l'aire (2006) Útero produccions, comú, produktiones kostrosas

1 La fuga
2 Miguelín "El Cremat"
3 Maneres
4 Arbres a talego
5 Teràpia
6 Estic Fascinat
7 Una altra perspectiva
8 En cap lloc
9 SUB
10 Verí lent

## Formación
- Tubal Perales Bajo;
- Francisco De Manuel Batería;
- Andreu Laguarda Electrónica;
- Ivan Tamarit Guitarra;
- Manolo Voz y percusiones;
- Mireia Vives Voz;
- Ivan Almero Voz;